# Yulia Inshina
Yulia Andreyevna Inshina (Voronezh, 15 de abril de 1995)  é uma ginasta russa
Fez parte da equipe que conquistou a medalha de prata no Campeonato Mundial de Ginástica Artística de 2011 realizado na cidade japonesa de Tóquio.